# Die Rache der Wanderhure
Die Rache der Wanderhure ist ein deutscher Fernsehfilm aus dem Jahr 2012. Er basiert auf dem Roman Die Kastellanin von Iny Lorentz und ist die Fortsetzung des Films Die Wanderhure. Die Hauptrolle spielt Alexandra Neldel.

## Handlung
Marie führt mit ihrem Mann Michel Adler ein sorgenfreies Leben, bis Michel für König Sigismund gegen die Hussiten in den Krieg ziehen muss. Als Marie erfährt, dass Michel getötet worden sei, begibt sie sich in das Kriegsgebiet, um Beweise für Michels Tod oder dessen Überleben zu finden.

## Produktion
Schon kurz nach der Ausstrahlung von Die Wanderhure wurde über die Fortsetzung spekuliert. Bei der Sat.1-Programmpräsentation am 21. Juli 2011 wurde bekannt gegeben, dass der Roman Die Kastellanin unter dem Titel Die Rache der Wanderhure für das Jahr 2012 verfilmt wird. Das Drehbuch schrieben Thomas Wesskamp und Dirk Salomon; Regie führte Hansjörg Thurn. Die Dreharbeiten fanden vom 23. August bis zum 16. Oktober 2011 in Tschechien und Österreich statt. Teile des Filmes wurden auf der Festung Hohenwerfen und der Burg Křivoklát gedreht. Der Film wurde gemeinsam von Aichholzer Filmproduktion GmbH, Österreich, TV60 Filmproduktion GmbH, Deutschland und Wilma Film, Tschechische Republik produziert; die Produktionskosten betrugen 5,6 Millionen Euro. Die österreichische Filmförderungsanstalt Fernsehfonds Austria förderte die Produktion mit 700.000 €.
Die Rolle der Marie Schärer spielte erneut Alexandra Neldel. Sie begann bereits im März mit ihrem Filmtraining, um bis Ende August die Choreographie der Schwertkämpfe zu beherrschen. Außerdem lernte sie für den Film reiten. Esther Schweins übernahm die Rolle der Äbtissin und Mätresse des Königs, Isabel de Melancourt. Helmut Berger wurde für die Rolle des Grafen Sokolny gecastet und Xenia Georgia Assenza spielte dessen Tochter. 

### Filmmusik
Als Titelsong zum Film wurde Mná na hÉireann von der bretonisch-französischen Sängerin Nolwenn Leroy ausgewählt. Der Titel handelt von Irlands starken Frauen, ist in Irisch gesungen und auf dem Album Bretonne der Künstlerin zu finden.

## Kritik
Die Kritiken zum Film waren mehrheitlich vernichtend.

„Alles, wie sich Klein-Mäxchen das Mittelalter vorstellt. Debile Dialoge, peinliche Phrasen, platte Emanzen-Lyrik, ungelenke Stunts, plumpe Bett-Balgereien. Nichts gegen Fantasy, aber diese schlimme Schwert-und-Schwachsinn-Scharade war ein besonders dreister Fall von vorsätzlich versuchter Publikumsverblödung.“

## Veröffentlichung

### Ausstrahlung
Die Erstausstrahlung erfolgte am 28. Februar 2012 auf Sat.1 und ORF eins.

### DVD-Veröffentlichung
Der Film wurde am 29. Februar 2012 auf DVD veröffentlicht. Die DVD ist mit einem Making of sowie mit einem Musikvideo als Bonusmaterial ausgestattet.

## Rezeption

### Einschaltquoten
Die Erstausstrahlung von Die Rache der Wanderhure am 28. Februar 2012 wurde in Deutschland insgesamt von 8,01 Millionen Zuschauern gesehen und erreichte einen Marktanteil von 25,3 % für Sat.1; in der Gruppe der 14- bis 49-jährigen Zuschauer konnten 3,41 Millionen Zuschauer und ein Marktanteil von 27,0 % erreicht werden. Damit war der Film der meistgesehene deutsche Fernsehfilm des Jahres 2012.
In Österreich wurden 842.000 Zuschauer und 29 Prozent Marktanteil erzielt.

### Auszeichnungen
Die beiden Produzenten Andreas Bareiss und Sven Burgemeister gewannen 2012 den Bayerischen Fernsehpreis.

## Fortsetzung
Noch vor der Premiere gab Sat.1 die Produktion der Fortsetzung Das Vermächtnis der Wanderhure bekannt.